# Mabel’s Dramatic Career
Mabel’s Dramatic Career ist ein US-amerikanischer Stummfilm von Mack Sennett aus dem Jahr 1913.

## Handlung
Mack macht seiner Freundin Mabel, der Küchenhilfe des Hauses, einen Heiratsantrag, den sie begeistert annimmt. Macks Mutter macht ihrem Sohn Vorwürfe und begrüßt umso herzlicher eine Bekannte, die gerade aus der Stadt zu ihnen auf Land gekommen ist. Auch Mack flirtet unbeholfen mit der Frau, was Mabel rasend vor Eifersucht dazu bringt, sowohl Mack als auch die Frau und Macks Mutter mit einem Stock anzugreifen. Mabel wird entlassen und begibt sich in die Stadt, wo sie als Schauspielerin engagiert wird. Mack macht der Frau aus der Stadt einen Heiratsantrag, den sie mit Entsetzen ablehnt. Mack macht sich nun Vorwürfe, dass er Mabel hat gehen lassen.
Jahre später ist Mack in der Stadt und sieht eine Filmwerbung, in der Mabel als Schauspielerin angekündigt wird. Er begibt sich ins Kino, wo der Keystone-Film gezeigt wird. Mack glaubt, die Handlung auf der Leinwand sei Realität, winkt begeistert Mabel, als sie auf der Leinwand erscheint und ist – sehr zum Unmut der anderen Zuschauer – aufgeregt, als Mabel im Film von einem Bösewicht entführt, gefesselt und mit dem Leben bedroht wird. Dem Bösewicht gelingt es, die ihn verfolgenden Polizisten zu erschießen und erneut in das Haus zu gehen, in dem Mabel gefangen gehalten wird. Als er sie mit einem Revolver bedroht, springt Mack auf und schießt mit seiner Pistole auf die Leinwand. Die Zuschauer und der Filmvorführer fliehen und Mack beschließt, den Bösewicht zu töten.
Er sieht ihn in einem Haus. Bevor er auf ihn zielen kann, kommt Mabel in den Raum. Sie ist die Ehefrau des Filmbösewichts, beide haben drei Kinder. Mack ist wütend und zielt auf den Mann, wird jedoch von einem Mann aus einer oberen Etage mit einem Eimer Wasser begossen. Er flieht.

## Produktion
Die Aufnahmen für Mabel’s Dramatic Career waren im August 1913 beendet. Die Uraufführung des Films fand am 8. September 1913 statt. Der Film wurde 1918 in neuer Schnittfassung unter dem Titel Her Dramatic Debut von der W.H. Productions Company neu veröffentlicht. Ein anderer Alternativtitel des Films ist Hurry, Hurry.
Der Film zeigt Roscoe Arbuckle in einer seiner frühen Rollen als Kinozuschauer, der als Sitznachbar des aufgeregten Mack auf dessen emotionale Ausbrüche reagieren muss.